# Phacellus fulguratus
Phacellus fulguratus är en skalbaggsart som beskrevs av Monné 1979. Phacellus fulguratus ingår i släktet Phacellus och familjen långhorningar. Inga underarter finns listade i Catalogue of Life.